# Kazimierz Jasiński (1887–1956)
Kazimierz Jasiński pseud. Kański (ur. 24 lutego 1887 w Częstochowie, zm. 25 lutego 1956 w Warszawie) – polski ekonomista, działacz komunistyczny i związkowy, 1919–1920 sekretarz generalny Związku Robotniczych Spółdzielni Spożywców, 1945 organizator i kierownik wydziału ekonomicznego w Centralnej Komisji Związków Zawodowych, zastępca przewodniczącego i dyrektor Biura Wykonawczego Komisji Specjalnej do walki z nadużyciami i szkodnictwem gospodarczym w latach 1945–1949, wiceprezes NIK w latach 1948–1950, ambasador nadzwyczajny i pełnomocny RP w Moskwie w latach 1950–1952.
Po ukończeniu warszawskiej szkoły technicznej pracował w fabryce. Już jako nastolatek związany z ruchem rewolucyjnym, 1906 na 3 miesięcy aresztowany za kolportaż nielegalnych odezw. 1908–1911 działacz robotniczych organizacji oświatowych – Uniwersytetu dla wszystkich, Towarzystwa Kultury Polskiej i Towarzystwa Krzewienia Wiedzy Przemysłowo-Handlowej. Od 1911 działacz SDKPiL, m.in. członek Komitetu Warszawskiego tej partii. 1912 za udział w organizowaniu strajku wydalony z kraju, wyjechał do Brukseli, gdzie był ślusarzem i działał w miejscowej sekcji SDKPiL. W listopadzie 1912 wziął udział w IX Kongresie II Międzynarodówki w Bazylei. 1913–1917 studiował ekonomię na uniwersytecie brukselskim. Po powrocie do kraju w końcu 1917 był urzędnikiem samorządowym i państwowym w Urzędzie Pośrednictwa Pracy Ministerstwa Pracy. Od grudnia 1918 działał w KPP. 1918/1919 brał udział w pracach Rady Delegatów Robotniczych miasta Warszawy. W 1919 za działalność komunistyczną został zwolniony z pracy i aresztowany. 1919–1920 był sekretarzem generalnym Związku Robotniczych Spółdzielni Spożywców. 1922–1927 kierownik działu maszyn w Głównym Urzędzie Statystycznym. 1927–1939 dyrektor Towarzystwa Kolonizacyjnego. Członek zarządu spółdzielni „Książka”, zarządu Muzeum Społecznego i działacz Instytutu Gospodarstwa Społecznego. Równocześnie pracował dla Wydziału Zawodowego i Wydziału Rolnego Komitetu Centralnego KPP i dla sejmowej Komunistycznej Frakcji Poselskiej, przygotowując materiały naukowe. Współzałożyciel polskiego oddziału Międzynarodowego Instytutu Chłopskiego w Moskwie. Podczas okupacji był administratorem domu mieszkalnego w Warszawie.
Od 1945 działał w PPR/PZPR. W 1945 zorganizował i został kierownikiem wydziału ekonomicznego w Centralnej Komisji Związków Zawodowych, z ramienia której wziął udział w zjeździe Międzynarodowej Federacji Związków Zawodowych w tymże roku. Następnie do 1949 był zastępcą przewodniczącego i dyrektorem Biura Wykonawczego Komisji Specjalnej do walki z nadużyciami i szkodnictwem gospodarczym, od 1948 do 1950 wiceprezesem NIK, a od 1 października 1950 do 1 października 1952 ambasadorem nadzwyczajnym i pełnomocnym w Moskwie.
Był odznaczony Orderem Sztandaru Pracy I klasy i Krzyżem Komandorskim Orderu Odrodzenia Polski (1947).
Został pochowany na Cmentarzu Komunalnym na Powązkach (kwatera B2-9-23).